# Кшиштоф Важиха
Кшиштоф Іренеуш Важиха (пол. Krzysztof Ireneusz Warzycha, 17 листопада 1964, Катовиці) — польський футболіст, що грав на позиції нападника. Відомий за виступами в клубах «Рух» (Хожув) і грецькому «Панатінаїкосі», в якому є найкращим бомбардиром за всю його історію — 244 м'ячі в 390 матчах чемпіонату Греції. Кращий бомбардир чемпіонату Польщі 1988—1989 років, триразовий кращий бомбардир грецької першості. Після закінчення кар'єри футболіста — польський і грецький футбольний тренер.

## Клубна кар'єра
Кшиштоф Важиха народився в Катовицях, та є вихованцем футбольної школи хожувського «Руха», в юнацькій команді якого він грав з 1974 року. У 1983 році він дебютував у головній команді клубу, та поступово став одним із основних гравців та бомбардирів клубу. У сезоні 1987—1988 років «Рух» грав у другому польському дивізіоні, проте на наступний сезон він не лише повернувся до Екстракляси, а й переміг у першості країни, а Важиха став кращим бомбардиром чемпіонату із 24 забитими м'ячами. Футболіст грав у складі «Руха» до кінця 1989 року, а на початку 1990 року отримав запрошення від одного із найкращих грецьких клубів — столичного «Панатінаїкоса». Уже в цьому ж сезоні Важиха став із новим клубом чемпіоном Греції, наступного сезону став і чемпіоном, і володарем Кубка Греції. Після цього футболіст неодноразово стає чемпіоном Греції та володарем Кубка Греції, а також володарем Суперкубка Греції. У сезоні 1993—1994 років Важиха вперше, разом із Алексіосом Александрісом, стає кращим бомбардиром чемпіонату Греції, наступного сезону він вже одноособово стає кращим бомбардиром першості, а в сезоні 1997—1998 років він втретє став кращим бомбардиром грецької першості. За час виступів у грецькому клубі Важиха став його найкращим бомбардиром за всю історію його існування, відзначившись 244 забитими м'ячами у грецькій першості, 19 м'ячами у Кубку Греції та 25 м'ячами у єврокубках, у сумі відзначившись 288 м'ячами в 503 офіційних матчах за афінський клуб. У грецькій Суперлізі Важиха займає друге місце за кількістю забитих м'ячів, поступаючись лише Томасу Мавросу У сезоні 1995—1996 років «Панатінаїкос» під керівництвом аргентинського тренера Хуана Рамона Рочі успішно виступав у єврокубках, дойшовши до півфіналу Ліги Чемпіонів, і в цьому розіграші Важиха був одним із ключових гравців грецької команди, відначившись кількома важливими забитими м'ячами. У 2004 році Кшиштоф Важиха закінчив виступи на футбольних полях.

## Виступи за збірну
Кшиштоф Важиха у 1984 році дебютував у складі національної збірної Польщі в товариському матчі зі збірною Швейцарії. Нападник зіграв у складі збірної 50 матчів, у яких відзначився 9 забитими м'ячами, проте жодного разу не брав участі в складі «біло-червоних» у фіналах світових та європейських першостей. Сам футболіст пояснює це перехідним етапом у суспільному устрої країни, який припав саме на час його виступів у збірній, а також тим, що він не зумів повністю себе проявити у складі збірної у зв'язку із тим, що його часто ставили у склад команди не у напад, а в півзахист. Останній матч у складі збірної Важиха зіграв у 1997 році проти збірної Італії. У 2006 році футболіст також зіграв у складі збірної Сілезії в благодійному матчі зі збірною Польщі.

## Після завершення футбольної кар'єри
Ще під час виступів за «Панатінаїкос» Кшиштоф Важиха отримав грецьке громадянство, після чого до Греції перебралася вся його родина. Після завершення виступів на футбольних полях жив у греції. У грудні 2009 року Важиха увійшов до тренерського штабу «Панатінаїкосу», працював асистентом головних тренерів Нікоса Ніопліаса і Яцека Гмоха. 21 листопада 2010 року Важиха подав у відставку з посади асистента головного тренера «Панатінаїкоса». У березні 2012 року Кшиштоф Важиха став головним тренером нижчолігового грецького клубу «Егалео», пізніше в цьому ж році він очолив інший нижчоліговий клуб «Фокікос». У 2013—2014 роках колишній нападник був головним тренером грецького «Каллітея», а в 2014—205 роках він очолював інший нижчоліговий грецький клуб «Фостірас».
У листопаді 2015 року Кшиштоф Важиха став асистентом головного тренера кіпрського клубу «Омонія» з Нікосії Владана Мілоєвича. На цій посаді він працював до кінця 2016 року.
23 квітня 2017 року офіційний сайт рідного клубу Кшиштофа Важихи «Рух» з Хожува оголосив, що Важиха призначений головним тренером клубу. у цей час колись один із найсильніших польських клубів перебував унизу турнірної таблиці, проте Важиха висловлював упевненість у тому, що клуб залишиться в Екстраклясі. Проте кінцівку сезону клуб із Хожував провів невдало, й вибув до другого польського дивізіону. Вже під час виступів «Руху» в польській першій лізі Важиха став ініціатором запрошення на посаду головного тренера клубу аргентинця Хуана Рамона Рочі, під керівництвом якого Важиха грав у «Панатінаїкосі». Після відставки Рочі у 2018 році з поста головного тренера хожувського клубу Важиха також припинив роботу в тренерському штабі команди.
У липні 2018 року Кшиштоф Важиха став головним тренером нижчолігового грецького клубу АЕ «Спартіс». Проте вже після першого невдалого матчу в Кубку Греції у вересні 2018 року Важиху звільнили з поста головного тренера клубу. У 2020—2021 роках Важиха тренував нижчоліговий грецький клуб «Астропіргос».

## Політична кар'єра
Кшиштоф Важиха після отримання грецького громадянства став членом партії «Незалежні греки», та взяв участь як кандидат від цієї партії на парламентських виборах у Греції в 2015, проте не зумів стати членом грецького парламенту.

## Фільмографія
У віці 14 років Кшиштоф Важиха зіграв молодого Герарда Цесьліка у фільмі «Гра на все».

## Титули і досягнення

### Командні
- Чемпіон Польщі (1):

«Рух» (Хожув): 1988–1989
«Панатінаїкос»
- Чемпіон Греції (3):

«Панатінаїкос»: 1990/91, 1994/95, 1995/96
- Володар Кубка Греції (6):

«Панатінаїкос»: 1990/91, 1992/93, 1993/94, 1994/95
- Володар Суперкубка Греції (2):

«Панатінаїкос»: 1993, 1994

### Особисті
- Найкращий бомбардир чемпіонату Польщі (1): 1988–1989.
- Найкращий бомбардир чемпіонату Греції (3): 1993–1994 (разом із Алексіосом Александрісом), 1994–1995, 1997–1998.
- Футболіст року за версією газети «Sport» — 1989.